# Хуриев, Казбек Бексултанович
Казбек Бексултанович Хуриев — советский хозяйственный и государственный деятель.

## Биография
Родился в 1929 году в Орджоникидзе. Член КПСС.
Окончил Среднеазиатский политехнический институт.
В 1957—1976 годах — начальник участка механизированных работ на строительстве Уч-Курганской ГЭС, начальник управления механизированных работ, начальник основных сооружений на строительстве Токтогульской ГЭС управления строительства «Нарынгидроэнергострой».
В 1976—1993 годах — начальник управления строительства «Нарынгидроэнергострой», в 1993—1994 годах — генеральный директор ОАО «Нарынгидроэнергострой».
Заслуженный строитель Киргизской ССР (1971). Почётный энергетик СССР (1981).
Избирался депутатом Верховного Совета Киргизской ССР 10-11-го созыва, народным депутатом Киргизии (1990—1993). Делегат XXVI съезда КПСС.
Умер в 1994 году.

## Награды
- Орден Ленина
- Орден Трудового Красного Знамени
- Орден Знак Почёта